# Hargitai Zoltán
Hargitai Zoltán, 1934-ig Winter (Mezősámsond, 1912. augusztus 7. – Passau, Bajorország, 1945. március vagy április) botanikus, középiskolai tanár. Botanikai szakmunkákban nevének rövidítése: „Hargitai”.

## Életpályája
Mezősámsondon született 1912. augusztus 7-én. A debreceni egyetemen tanári és 1937-ben bölcsészdoktori diplomát szerzett, majd Sárospatakon lett középiskolai tanár. 1940-től a kolozsvári egyetemen adjunktus, majd 1943-tól magántanár és az Erdélyi Múzeum Növénytárának őre. 
Kiképző táborban halt meg Bajorországban, 33 évesen, 1945 márciusában vagy áprilisában.

## Munkássága
Florisztikával, növényökológiával és cönológiával foglalkozott.

## Főbb munkái
- Nagykőrös növényvilága (I. Debrecen, 1937 II. Botanikai Közlemények 37. 1940. III. Acta Geobot. Hung. 4. 1942)
- Mikroklíma vizsgálatok a Sátorhegységben… (Acta Geobot. Hung. S. 1943)